# Zawierzbie (województwo podkarpackie)
Zawierzbie – wieś w Polsce położona w województwie podkarpackim, w powiecie dębickim, w gminie Żyraków.
W latach 1975–1998 miejscowość należała administracyjnie do województwa tarnowskiego.
Zawierzbie, to najmłodsze i najmniejsze sołectwo gminy Żyraków. Rozciąga się zaledwie na 184 ha, gdzie rozproszyły się domostwa 888 mieszkańców. Wieś położona jest w dolinie Wisłoki i przylega bezpośrednio do granicy z Dębicą. Obecnie Zawierzbie dynamicznie się rozwija. Przybywa mieszkańców, a dogodna lokalizacja oraz odpowiednie warunki terenowe sprzyjają rozwojowi budownictwa jednorodzinnego.